# Ctenomys magellanicus
Ctenomys magellanicus är en däggdjursart som beskrevs av Bennett 1836. Ctenomys magellanicus ingår i släktet kamråttor och familjen buskråttor. IUCN kategoriserar arten globalt som sårbar. Inga underarter finns listade i Catalogue of Life. Wilson & Reeder (2005) skiljer mellan fyra underarter.
Arten har varierande pälsfärg beroende på utbredning. Pälsen kan vara grå till svart och i några regioner har individerna en kanelbrun undersida. Kroppslängden med svans varierar mellan 26,5 och 30,5 cm. Arten har en diploid kromosomuppsättning med 34, 36 eller 38 kromosomer.
Denna gnagare förekommer i södra Chile och södra Argentina i Eldslandet och i angränsande regioner. En population i östra Argentina söder om Rawson är kanske utdöd. Arten lever i kalla stäpper. Regionen är platt till kullig med toppar vid cirka 150 meter över havet.
Liksom andra släktmedlemmar skapar Ctenomys magellanicus komplexa tunnelsystem med jordhögar bredvid ingångarna. Ofta har flera exemplar sina bon nära varandra vad som kan uppfattas som en koloni. Kommunikationen sker genom att trumma med fötterna på marken. Födan utgörs främst av rötter från gräs och buskar.
Regionens ursprungsbefolkning Selk'nam fångade dessa gnagare för köttets skull. Etablering av fårskötsel i regionen medförde att några populationer försvann.